# Benedict Roezl

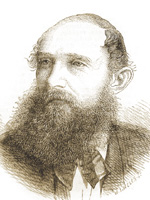
Benedict Roezl

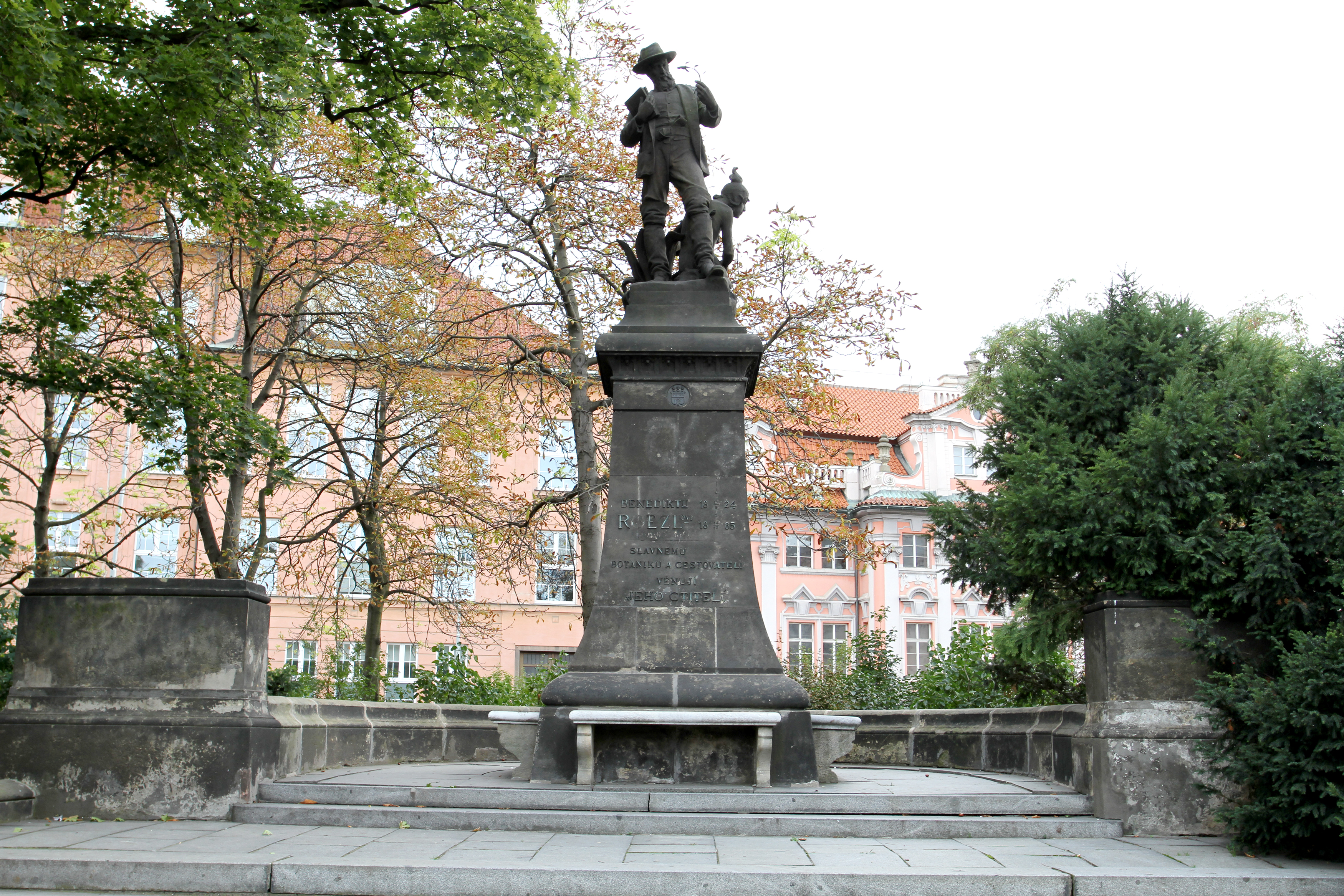
Denkmal für Roezl am Prager Karlsplatz

Benedict Roezl, auch Benedikt  oder Benito, (* 13. August 1823 in Horomeritz bei Prag; † 14. Oktober 1884 in Prag) war ein k. k. österreichisch-böhmischer Botaniker und Reisender. Sein offizielles botanisches Autorenkürzel lautet „Roezl“.   

## Leben
Benedict Roezl wurde am 13. August 1823 in Horomeritz geboren. Im Alter von 13 Jahren begann er eine Ausbildung in den Gärten des Grafen Thun in Tetschen (heute Děčín). Nach seiner Ausbildung besuchte und arbeitete er in vielen Gärten Europas.
Im Jahr 1854 brach er zu seiner ersten Reise nach Mexiko auf. 1867 entwickelte Roezl eine Maschine zum Reinigen von Hanf- und Ramie-Fasern. Bei einer Vorführung in Havanna auf Kuba im Jahr 1868 verlor er seine linke Hand, die in die Maschine geriet. Sie wurde durch eine Prothese in Form eines metallenen Hakens ersetzt.
Danach begann er umfangreiche Forschungsreisen durch ganz Amerika, auf denen er über 100.000 Herbarbelege sammelte und über 800 neue Arten entdeckte. Er führte auch viele von dort mitgebrachte Pflanzen, vor allem Orchideen, neu ein. Die letzten Jahre seines Lebens verbrachte Roezl in Prag, wo er am 14. Oktober 1884 starb.

## Dedikationsnamen
Rudolf Schlechter benannte 1918 die Orchideengattung Roezliella nach Benedict Roezl. Auch die Pflanzengattung Roezlia Roezl aus der Familie der Spargelgewächse (Asparagaceae) ist nach ihm benannt. Daneben wurden auch viele Pflanzenarten ihm zu Ehren benannt, darunter folgende vier Orchideenarten
- Miltoniopsis roezlii
- Pescatorea roezlii
- Selenipedium roezlii
- Sobralia roezlii

sowie folgende weitere Pflanzenarten:
- Ribes roezlii, eine Johannisbeer-Art
- Zamia roezlii, ein Palmfarn

Die Rosensorte Rosa 'Benedikt Roezl', eine von Vinzenz Berger (1883–1974) 1925 gezüchtete hellrosa blühende Rugosa-Hybride, ist nach ihm benannt worden.

## Schriften
- Benedikt Roezl: Catalogue des graines de conifères mexicains. 1857.
- Benedikt Roezl: Poslední má cesta na západní pobřeží mexické, in Flora. (tschechisch, 1880er Jahre).
- Benedikt Roezl: Rostliny mnou v severní a jižní Americe objevené, in Flora. (tschechisch, 1880er Jahre).